# Osvalds Freivalds
Osvalds Ernests Freivalds, född 5 juni 1905 i Skujene socken i Lettland, död 10 december 1975 i Uppsala, var en lettisk-svensk författare. Han var far till den svenska politikern Laila Freivalds.
Freivalds var son till bonden Dāvis Freivalds och Alvīne, född Burda. Efter studentexamen 1925 bedrev Freivalds studier vid Lettlands universitet. Han var redaktör för
nykterhetstidningen Jauna Balss 1927–1934 och stadsbibliotekarie i Riga 1934–1941. Han utvandrade till Sverige 1945. Han utgav böcker på både lettiska och svenska.